# 寬帶魮
寬帶魮（学名：Barbus annectens）為輻鰭魚綱鯉形目鯉科的其中一個種。分布於非洲南非，本魚體細長，背鰭硬棘3枚；背鰭軟條7至8枚；臀鰭硬棘3枚；臀鰭軟條5枚，體長可達7.5公分，喜棲息在水流緩慢、水草生長的溪流。

## 扩展阅读
維基物種上的相關：寬帶魮